# アタカ工業
アタカ工業株式会社（アタカこうぎょう）は、日立造船（現・カナデビア）系列で水処理事業を主とした環境事業の会社。2006年10月1日に同じく日立造船系列の大機エンジニアリングと合併してアタカ大機株式会社となった。
1967年9月に大手総合商社の安宅産業から分離・独立した建設と水処理事業の安宅建設工業の設立にはじまり、安宅産業破綻にともなって1977年12月から日立造船が経営参加することとなって日立造船の水処理部門を継承する。1978年1月に社名をアタカ工業株式会社に変更した。
現在の事業は官需依存が強く、民需のみを手掛ける大機エンジニアリングとの合併での相乗効果が期待されている。